# Spring keretrendszer
A Spring egy nyílt forráskódú, inversion of controlt megvalósító Java alkalmazás keretrendszer.
Az első változatát Rod Johnson készítette el és Apache 2.0 licenc alapon 2003 júniusában jelent meg. Ezt követően az első stabil, 1.0-s verziót 2004. márciusban adták ki. A Spring 1.2.6 keretrendszer Jolt produktivitási – és JAX innovációs díjat nyert.
A Spring keretrendszer magját képező szolgáltatásokat főként Java alkalmazás fejlesztésére használják a programozók. Ugyanakkor a Java EE platformra is elérhetők a bővítményei, amelyek webalkalmazás fejlesztését segítik elő. Nem rendelkezik külön specifikált fejlesztési modellel, hanem az Enterprise JavaBean (EJB) modell kiegészítése, helyettesítője vagy alternatívájaként vált népszerűvé a Java fejlesztők között.

## Modulok
A Spring keretrendszer több önálló modulból épül fel, amelyek az alábbi szolgáltatásokat nyújtják a fejlesztők számára:
- Inversion of control konténer: a Java objektumok életciklusának kezelése és az alkalmazás-komponensek testreszabása.
- Aspektusorientált programozási paradigma követésének lehetősége.
- Adatelérés:  lehetőség van relációs adatbázis-kezelő rendszerek JDBC segítségével történő elérésre, és objektum-relációs leképzések, NoSQL integrálására.
- Tranzakciókezelés:  többféle tranzakció kezelő API-t tartalmaz.
- Modell-nézet-vezérlő szabvány: egy HTTP- és servlet alapú keretrendszer segítségével valósítható meg, amelyet arra fejlesztettek ki, hogy bővíthetők és személyre szabhatóak legyenek a webszolgáltatások
- Távoli eljáráshívás kezelő keretrendszer:  biztosítja a RPC alapú, hálózaton keresztül történő Java objektum importokat és exportokat. További támogatást nyújt a RMI, a CORBA és HTTP alapú protokollok használatára, beleértve a webszolgáltatásokat (SOAP) is.
- Kötegelési eljárás támogatása.
- Azonosítás és azonosságkezelés: biztonsági folyamatok konfigurálása, melyet a Spring projekthez tartozó, Spring Security alprojekt tesz lehetővé a különféle protokollok és módszerek biztosításával.
- Üzenetkezelés: a JMS API-n keresztül történő általános üzenetkezelés továbbfejlesztése érhető el.
- Tesztelés: segítséget nyújt a unit- és az integrációs teszt írására.

## Fordítás
Ez a szócikk részben vagy egészben  a   Spring Framework című angol Wikipédia-szócikk ezen változatának fordításán alapul.  Az eredeti cikk szerkesztőit annak laptörténete sorolja fel. Ez a jelzés csupán a megfogalmazás eredetét és a szerzői jogokat jelzi, nem szolgál a cikkben szereplő információk forrásmegjelöléseként.